# Decápolis de Andrade
Decápolis de Andrade (Canoas, 24 de outubro de 1943 — Porto Alegre, 8 de abril de 2021) foi um cantor (tenor lírico) brasileiro. Estudou canto lírico no Teatro Colón, em Buenos Aires. Foi professor de canto no Conservatório Pablo Komlós. É considerado o tenor que mais se apresentou com a OSPA.

## Discografia
Álbuns de estúdio
| Ano  | Álbum              |
| ---- | ------------------ |
| 1996 | Digital In Concert |